# Фелипе Мартинс Тревизан
Фелипе Тревизан Мартинс (порт.-браз. Felipe Trevizan Martins; род. 15 мая 1987[…], Американа, Сан-Паулу) — бразильский футболист, защитник.
В 2009 году Фелипе был приглашён в льежский «Стандард», один из сильнейших клубов чемпионата Бельгии. Спокойно пережив смену обстановки, защитник быстро закрепился в стартовом составе клуба из Льежа. Летом 2012 года игрок получил предложение от немецкого «Ганновера 96», с которым подписал четырёхлетний контракт.